# Chitoria
A Chitoria a rovarok (Insecta) osztályának a lepkék (Lepidoptera) rendjéhez, ezen belül a tarkalepkefélék (Nymphalidae) családjához tartozó Apaturinae alcsalád egyik neme.

## Rendszerezés
A nembe az alábbi 7 faj tartozik:
- Chitoria chrysolora
- Chitoria cooperi
- Chitoria fasciola
- Chitoria sordida
- Chitoria subcaerulea
- Chitoria ulupi
- Chitoria vietnamica